# Persone di nome Max
| Questa pagina contiene informazioni ricavate automaticamente dalle voci biografiche con l'ausilio del template Bio e di un bot. L'aggiornamento è periodico e automatico e ricostruisce completamente la pagina. Se manca una persona in questa lista, sei pregato di non aggiungerla, ma accertati piuttosto che la sua voce biografica contenga il template Bio e che i dati anagrafici siano correttamente compilati. Se il template Bio manca, inseriscilo tu stesso o, in alternativa, metti l'avviso {{tmp\|Bio}} che ne segnala la mancanza. Se i dati riportati sono sbagliati, correggi direttamente la voce biografica; le modifiche saranno visibili in questa lista entro pochi giorni. Per chiarimenti vedi il progetto antroponimi. La lista contiene solo le 467 persone che sono citate nell'enciclopedia e per le quali è stato implementato correttamente il template Bio. Pagina aggiornata al 6 ago 2025. |

Questa è una lista di persone presenti nell'enciclopedia che hanno il nome Max, suddivise per attività principale.

## Agenti segreti(1)
- Max Klausen, agente segreto tedesco (Nordstrand, n. 1899 - Berlino Est, † 1979)

## Allenatori di calcio(7)
- Max Breunig, allenatore di calcio e calciatore tedesco (Karlsruhe, n. 1888 - Pforzheim, † 1961)
- Max Merkel, allenatore di calcio e calciatore austriaco (Vienna, n. 1918 - Putzbrunn, † 2006)
- Max Samper, allenatore di calcio e ex calciatore francese (Ganties, n. 1938)
- Max Schirschin, allenatore di calcio e calciatore tedesco (Krzanowice, n. 1921 - † 2013)
- Max Schäfer, allenatore di calcio e calciatore tedesco (Landshut, n. 1907 - † 1990)
- Max Weiler, allenatore di calcio e calciatore svizzero (Winterthur, n. 1900 - Zurigo, † 1969)
- Max Wozniak, allenatore di calcio e calciatore polacco (Colonia, n. 1926 - Los Angeles, † 2023)

## Ammiragli(1)
- Max Kennedy Horton, ammiraglio britannico (n. 1883 - † 1951)

## Anarchici(1)
- Max Nettlau, anarchico austriaco (Neuwaldegg, n. 1865 - Amsterdam, † 1944)

## Anatomisti(1)
- Max Schultze, anatomista, microbiologo e zoologo tedesco (Friburgo in Brisgovia, n. 1825 - Bonn, † 1874)

## Animatori(1)
- Max Fleischer, animatore e produttore cinematografico polacco (Cracovia, n. 1883 - Woodland Hills, † 1972)

## Antropologi(1)
- Max Gluckman, antropologo sudafricano (Johannesburg, n. 1911 - † 1975)

## Archeologi(1)
- Max Mallowan, archeologo britannico (Londra, n. 1904 - Wallingford, † 1978)

## Architetti(5)
- Max Abramovitz, architetto statunitense (Chicago, n. 1908 - New York, † 2004)
- Max Berg, architetto tedesco (Stettino, n. 1870 - Baden-Baden, † 1947)
- Max Bill, architetto, pittore e scultore svizzero (Winterthur, n. 1908 - Berlino, † 1994)
- Max Herz Pascià, architetto e storico dell'arte ungherese (Ottlaka, n. 1856 - Zurigo, † 1919)
- Max Taut, architetto tedesco (Königsberg, n. 1884 - Zurigo, † 1967)

## Arcivescovi cattolici(1)
- Max Leroy Mésidor, arcivescovo cattolico haitiano (Saint-Marc, n. 1962)

## Armonicisti(1)
- Max De Aloe, armonicista e compositore italiano (Busto Arsizio, n. 1968)

## Artisti(3)
- Max Kuatty, artista, pittore e scultore italiano (Canneto sull'Oglio, n. 1930 - Milano, † 2011)
- Max Morise, artista, scrittore e attore francese (Parigi, n. 1900 - Parigi, † 1973)
- Max Papeschi, artista e scrittore italiano (Milano, n. 1970)

## Astisti(1)
- Max Mandusic, astista italiano (Trieste, n. 1998)

## Astronomi(1)
- Max Valier, astronomo e scrittore austriaco (Bolzano, n. 1895 - Berlino, † 1930)

## Attori(41)
- Max Adalbert, attore tedesco (Danzica, n. 1874 - Monaco di Baviera, † 1933)
- Max Adler, attore statunitense (Queens, n. 1986)
- Max Adrian, attore irlandese (Enniskillen, n. 1903 - Shamley Green, † 1973)
- Max Alberti, attore e musicista tedesco (Monaco di Baviera, n. 1982)
- Max Baer Jr., attore statunitense (Oakland, n. 1937)
- Max Benitz, attore britannico (Londra, n. 1985)
- Max Brown, attore britannico (Ilkley, n. 1981)
- Max Burkholder, attore e doppiatore statunitense (Los Angeles, n. 1997)
- Max Carver, attore statunitense (San Francisco, n. 1988)
- Max Casella, attore statunitense (Washington, n. 1967)
- Max Charles, attore e doppiatore statunitense (Dayton, n. 2003)
- Max Cullen, attore neozelandese (Wellington, n. 1940)
- Max Davidson, attore tedesco (Berlino, n. 1875 - Woodland Hills, † 1950)
- Max Delys, attore francese (Cannes, n. 1951 - Cannes, † 1993)
- Max Ehrich, attore, ballerino e cantante statunitense (Marlboro, n. 1991)
- Max Ehrlich, attore, sceneggiatore e comico tedesco (Berlino, n. 1892 - Auschwitz, † 1944)
- Max Felder, attore e doppiatore tedesco (Monaco di Baviera, n. 1988)
- Max Gail, attore statunitense (Detroit, n. 1943)
- Max Greenfield, attore statunitense (Dobbs Ferry, n. 1979)
- Max Grießer, attore e cantante tedesco (Kufstein, n. 1928 - Eppstein-Vockenhausen, † 2000)
- Max Gülstorff, attore tedesco (Sovetsk, n. 1882 - Berlino, † 1947)
- Max Hegewald, attore e regista tedesco (Berlino, n. 1991)
- Max Hubacher, attore svizzero (Berna, n. 1993)
- Max Jenkins, attore e scrittore statunitense (New York, n. 1985)
- Max Kronert, attore tedesco (Berlino, † 1925)
- Max Landa, attore e produttore cinematografico austriaco (Minsk, n. 1873 - Bled, † 1933)
- Max Linder, attore, regista e sceneggiatore francese (Saint-Loubès, n. 1883 - Parigi, † 1925)
- Max Mazzotta, attore e regista italiano (Cosenza, n. 1968)
- Max Minghella, attore, sceneggiatore e produttore cinematografico britannico (Londra, n. 1985)
- Max Morrow, attore e cantante canadese (Toronto, n. 1991)
- Max Pallenberg, attore e cantante austriaco (Vienna, n. 1877 - Karlovy Vary, † 1934)
- Max Perlich, attore statunitense (Cleveland, n. 1968)
- Max Pirkis, attore britannico (Londra, n. 1989)
- Max Pomeranc, attore statunitense (New York, n. 1984)
- Max Riemelt, attore tedesco (Berlino Est, n. 1984)
- Max Ryan, attore britannico (Inghilterra, n. 1967)
- Max Showalter, attore statunitense (Caldwell, n. 1917 - Middletown, † 2000)
- Max Elliott Slade, attore statunitense (Pasadena, n. 1980)
- Max Walker, attore canadese (Montréal, n. 1986)
- Max Wright, attore statunitense (Detroit, n. 1943 - Hermosa Beach, † 2019)
- Max von Essen, attore e tenore statunitense (Long Island, n. 1974)

## Attori teatrali(1)
- Max Martersteig, attore teatrale, scrittore e direttore teatrale tedesco (Weimar, n. 1853 - Colonia, † 1926)

## Autori televisivi(1)
- Max Novaresi, autore televisivo, conduttore televisivo e conduttore radiofonico italiano (Genova, n. 1971)

## Aviatori(1)
- Max Immelmann, aviatore tedesco (Dresda, n. 1890 - nei dintorni di Sallaumines, † 1916)

## Avvocati(1)
- Max Isidor Bodenheimer, avvocato e politico tedesco (Stoccarda, n. 1865 - Gerusalemme, † 1940)

## Biologi(2)
- Max Kleiber, biologo svizzero (Zurigo, n. 1893 - Davis, † 1976)
- Max Perutz, biologo e cristallografo austriaco (Vienna, n. 1914 - Cambridge, † 2002)

## Bobbisti(6)
- Max Angst, bobbista svizzero (n. 1921 - † 2002)
- Max Forster, ex bobbista svizzero (Hugelshofen, n. 1934)
- Max Houben, bobbista, calciatore e velocista belga (Verviers, n. 1898 - Lake Placid, † 1949)
- Max Ludwig, bobbista tedesco (Halle, n. 1896 - Berlino Ovest, † 1957)
- Max Robert, bobbista francese (Nantes, n. 1967)
- Max Rüegg, ex bobbista svizzero

## Botanici(1)
- Max Joseph Roemer, botanico tedesco (n. 1791 - † 1849)

## Calciatori(46)
- Max Abegglen, calciatore svizzero (Neuchâtel, n. 1902 - Zermatt, † 1970)
- Max Alves, calciatore brasiliano (Juiz de Fora, n. 2001)
- Max Anderson, calciatore scozzese (n. 2001)
- Max Baltensberger, calciatore svizzero
- Max Besuschkow, calciatore tedesco (Tübingen, n. 1997)
- Max Bird, calciatore inglese (Burton upon Trent, n. 2000)
- Max Brand, calciatore svizzero (Berna, n. 1895 - Berna, † 1973)
- Max Bruns, calciatore olandese (Almelo, n. 2002)
- Max Charbit, calciatore francese (Sig, n. 1908 - Manosque, † 2001)
- Max Christiansen, calciatore tedesco (Flensburgo, n. 1996)
- Max Clark, calciatore inglese (Kingston upon Hull, n. 1996)
- Max Dean, calciatore inglese (Ormskirk, n. 2004)
- Max Fenger, calciatore danese (Himmelev, n. 2001)
- Max Finkgräfe, calciatore tedesco (Mönchengladbach, n. 2004)
- Max Gablonsky, calciatore tedesco (n. 1890 - † 1969)
- Max Galler, calciatore svizzero (n. 1902 - † 1970)
- Max Geschwill, calciatore tedesco (Schwäbisch Hall, n. 2001)
- Max Grün, calciatore tedesco (Karlstadt, n. 1987)
- Max Heinrich, calciatore svizzero (n. 1907 - † 1991)
- Max Hilaire, calciatore francese (Bondy, n. 1985)
- Max Hoeflich, calciatore samoano (n. 1984)
- Max Hofmeister, calciatore austriaco (Leoben, n. 1913 - Leoben, † 2000)
- Max Johnston, calciatore scozzese (Middlesbrough, n. 2003)
- Max Laich, calciatore svizzero (Crefeld, n. 1884)
- Max Larsson, calciatore svedese (n. 2003)
- Max Leuthe, calciatore austriaco (Vienna, n. 1879 - † 1945)
- Max Llovera, calciatore andorrano (Andorra la Vella, n. 1997)
- Max Lorenz, ex calciatore tedesco (Brema, n. 1939)
- Max Lowe, calciatore inglese (South Normanton, n. 1997)
- Jerry Månsson, ex calciatore svedese (n. 1972)
- Max Mata, calciatore neozelandese (Auckland, n. 2000)
- Max Mayer, calciatore svizzero
- Max Moerstedt, calciatore tedesco (Mannheim, n. 2006)
- Max Neuenschwander, calciatore svizzero (Langnau am Albis, n. 1902 - Zurigo, † 1973)
- Max Niederbacher, calciatore tedesco (Pfalzgrafenweiler, n. 1899 - † 1979)
- Max O'Leary, calciatore irlandese (Bath, n. 1996)
- Max Power, calciatore inglese (Birkenhead, n. 1993)
- Max Rosenfelder, calciatore tedesco (Friburgo in Brisgovia, n. 2003)
- Max von Schlebrügge, ex calciatore svedese (Solna, n. 1977)
- Max Svensson Río, calciatore spagnolo (Barcellona, n. 2001)
- Max Svensson, calciatore svedese (Teckomatorp, n. 1998)
- Max Sánchez, ex calciatore costaricano (n. 1973)
- Max Veloso, calciatore portoghese (Aboim da Nóbrega, n. 1992)
- Max Watson, calciatore svedese (Bankeryd, n. 1996)
- Max Winter, calciatore svizzero (Bergdorf, n. 1888)
- Max de Waal, calciatore olandese (Hoorn, n. 2002)

## Canoisti(3)
- Max Hoff, canoista tedesco (Troisdorf, n. 1982)
- Max Lemke, canoista tedesco (Heppenheim, n. 1996)
- Max Rendschmidt, canoista tedesco (n. 1993)

## Canottieri(1)
- Max Ammermann, canottiere tedesco (Amburgo, n. 1878)

## Cantanti(2)
- Max Emanuel Cenčić, cantante croato (Zagabria, n. 1976)
- Max Raabe, cantante tedesco (Lünen, n. 1962)

## Cantautori(7)
- Max Arduini, cantautore italiano (Ravenna, n. 1972)
- Max De Angelis, cantautore italiano (Roma, n. 1972)
- Max Gazzè, cantautore, bassista e attore italiano (Roma, n. 1967)
- Max Manfredi, cantautore italiano (Genova, n. 1956)
- Max Meazza, cantautore e compositore italiano (Milano, n. 1952)
- Max Parodi, cantautore e musicista italiano (Genova, n. 1970 - Genova, † 2008)
- Maxi Priest, cantautore britannico (Lewisham, n. 1961)

## Cestisti(8)
- Marty Friedman, cestista e allenatore di pallacanestro statunitense (New York, n. 1889 - † 1986)
- Max Kouguere, cestista della Repubblica del Congo (Brazzaville, n. 1987)
- Max Landis, cestista statunitense (Indianapolis, n. 1993)
- Max Merz, ex cestista tedesco (Ratisbona, n. 1994)
- Max Montana, ex cestista statunitense (New York, n. 1996)
- Max Strus, cestista statunitense (Hickory Hills, n. 1996)
- Max Williams, ex cestista, allenatore di pallacanestro e dirigente sportivo statunitense (Avoca, n. 1938)
- Max Zaslofsky, cestista, allenatore di pallacanestro e dirigente sportivo statunitense (Brooklyn, n. 1925 - New Hyde Park, † 1985)

## Chimici(4)
- Max Bodenstein, chimico e fisico tedesco (Magdeburgo, n. 1871 - Berlino, † 1942)
- Max Delbrück, chimico tedesco (Bergen auf Rügen, n. 1850 - Berlino, † 1919)
- Max Volmer, chimico e fisico tedesco (Hilden, n. 1885 - Potsdam, † 1965)
- Max Joseph von Pettenkofer, chimico tedesco (Lichtnenheim, n. 1818 - Monaco di Baviera, † 1901)

## Chitarristi(1)
- Max Carletti, chitarrista italiano (Torino, n. 1968)

## Ciclisti(1)
- Max de Blumer, ciclista russo (Karlsruhe, n. 1867 - Udine, † 1890)

## Ciclisti su strada(8)
- Max Bléneau, ciclista su strada francese (La-Roche-sur-Yon, n. 1934 - La Roche-sur-Yon, † 2013)
- Max Bolliger, ciclista su strada svizzero (Olten, n. 1917)
- Max van Heeswijk, ex ciclista su strada olandese (Hoensbroek, n. 1973)
- Max Kanter, ciclista su strada e pistard tedesco (Cottbus, n. 1997)
- Max Poole, ciclista su strada britannico (Scunthorpe, n. 2003)
- Max Schellenberg, ciclista su strada svizzero (Hittnau, n. 1927 - Hittnau, † 2000)
- Max Suter, ciclista su strada e ciclocrossista svizzero (Gränichen, n. 1895 - Zurigo, † 1936)
- Max Walker, ciclista su strada mannese (Douglas, n. 2001)

## Comici(1)
- Max Paiella, comico, cantante e imitatore italiano (Roma, n. 1969)

## Compositori(9)
- Max Brand, compositore austriaco (Leopoli, n. 1896 - Klosterneuburg, † 1980)
- Max Bruch, compositore e direttore d'orchestra tedesco (Colonia, n. 1838 - Friedenau, † 1920)
- Max Butting, compositore tedesco (Berlino, n. 1888 - Berlino Est, † 1976)
- Max Ettinger, compositore tedesco (Leopoli, n. 1874 - Basilea, † 1951)
- Max Fiedler, compositore e direttore d'orchestra tedesco (Zittau, n. 1859 - Stoccolma, † 1939)
- Max Fishman, compositore, pianista e pedagogo moldavo (Varsavia, n. 1915 - Chișinău, † 1985)
- Max Méreaux, compositore e musicologo francese (Saint-Omer, n. 1946)
- Max Richter, compositore e musicista britannico (Hameln, n. 1966)
- Max von Schillings, compositore e direttore d'orchestra tedesco (Düren, n. 1868 - Berlino, † 1933)

## Conduttori radiofonici(1)
- Max Del Buono, conduttore radiofonico e disc-jockey italiano (Tricase, n. 1969)

## Conduttori televisivi(1)
- Max Laudadio, conduttore televisivo, conduttore radiofonico e attore teatrale italiano (Pistoia, n. 1971)

## Cosmologi(1)
- Max Tegmark, cosmologo svedese (Stoccolma, n. 1967)

## Criminali(2)
- Max Leitner, criminale italiano (Elvas di Bressanone, n. 1958 - Merano, † 2024)
- Max Zweifach, criminale statunitense (Austria, n. 1884 - Coney Island, † 1908)

## Danzatori(1)
- Max Bozzoni, ballerino francese (Parigi, n. 1917 - Guainville, † 2003)

## Designer(1)
- Max Miedinger, designer svizzero (Zurigo, n. 1910 - Zurigo, † 1980)

## Diplomatici(1)
- Max von Oppenheim, diplomatico e archeologo tedesco (Colonia, n. 1860 - Landshut, † 1946)

## Direttori d'orchestra(1)
- Max Rudolf, direttore d'orchestra tedesco (Francoforte sul Meno, n. 1902 - Filadelfia, † 1995)

## Direttori della fotografia(1)
- Max Schneider, direttore della fotografia austro-ungarico

## Dirigenti sportivi(3)
- Max Eberl, dirigente sportivo e ex calciatore tedesco (Bogen, n. 1973)
- Max Huiberts, dirigente sportivo e ex calciatore olandese (Zwolle, n. 1970)
- Max Mosley, dirigente sportivo britannico (Londra, n. 1940 - Londra, † 2021)

## Disc jockey(1)
- Max Venegoni, disc jockey e conduttore radiofonico italiano (Milano, n. 1958)

## Economisti(2)
- Max Liniger-Goumaz, economista, sociologo e geografo svizzero (Berna, n. 1930 - † 2018)
- Max Otte, economista, scrittore e politico tedesco (Plettenberg, n. 1964)

## Editori(1)
- Max Amann, editore, politico e generale tedesco (Monaco di Baviera, n. 1891 - Monaco di Baviera, † 1957)

## Editori musicali(1)
- Max Abraham, editore musicale tedesco (Danzica, n. 1831 - Lipsia, † 1900)

## Educatori(1)
- Max Lehmann, educatore e storico tedesco (Berlino, n. 1845 - Gottinga, † 1929)

## Entomologi(2)
- Max Bastelberger, entomologo e medico tedesco (Würzburg, n. 1851 - Monaco di Baviera, † 1916)
- Max Beier, entomologo e aracnologo austriaco (Spittal an der Drau, n. 1903 - Vienna, † 1979)

## Esploratori(1)
- Max Calderan, esploratore italiano (Portogruaro, n. 1967)

## Etnologi(1)
- Max Leopold Wagner, etnologo, linguista e filologo tedesco (Monaco di Baviera, n. 1880 - Washington, † 1962)

## Filologi(3)
- Rudolf Keydell, filologo classico e bibliotecario tedesco (Cracau, n. 1887 - Berlino, † 1982)
- Max Pohlenz, filologo classico tedesco (Hänchen, n. 1872 - Gottinga, † 1962)
- Max Schloessinger, filologo, teologo e rabbino tedesco (Heidelberg, n. 1877 - New York, † 1944)

## Filosofi(9)
- Max Adler, filosofo, sociologo e politico austriaco (Vienna, n. 1873 - Vienna, † 1937)
- Max Bense, filosofo e scrittore tedesco (Strasburgo, n. 1910 - Stoccarda, † 1990)
- Max Black, filosofo britannico (Baku, n. 1909 - Ithaca, † 1988)
- Max Dessoir, filosofo tedesco (Berlino, n. 1867 - Königstein im Taunus, † 1947)
- Max Friedlaender, filosofo, musicologo e compositore tedesco (Brzeg, n. 1852 - Berlino, † 1934)
- Max Horkheimer, filosofo, sociologo e storico della filosofia tedesco (Stoccarda, n. 1895 - Norimberga, † 1973)
- Max Scheler, filosofo tedesco (Monaco di Baviera, n. 1874 - Francoforte sul Meno, † 1928)
- Max Shachtman, filosofo statunitense (Varsavia, n. 1904 - Floral Park, † 1972)
- Max Stirner, filosofo tedesco (Bayreuth, n. 1806 - Berlino, † 1856)

## Fisici(6)
- Max Abraham, fisico e matematico tedesco (Danzica, n. 1875 - Monaco di Baviera, † 1922)
- Max Born, fisico tedesco (Breslavia, n. 1882 - Gottinga, † 1970)
- Max Jammer, fisico e docente israeliano (Berlino, n. 1915 - Gerusalemme, † 2010)
- Max von Laue, fisico e cristallografo tedesco (Pfaffendorf, n. 1879 - Berlino, † 1960)
- Max Planck, fisico tedesco (Kiel, n. 1858 - Gottinga, † 1947)
- Max Wien, fisico tedesco (Königsberg, n. 1866 - Jena, † 1938)

## Fisiologi(1)
- Max Rubner, fisiologo e igienista tedesco (Monaco di Baviera, n. 1854 - Berlino, † 1932)

## Fondisti(2)
- Max Hauke, fondista austriaco (Rottenmann, n. 1992)
- Max Hollmann, fondista canadese (n. 2002)

## Fumettisti(3)
- Max Alessandrini, fumettista italiano (Bormio, n. 1965)
- Max Cabanes, fumettista francese (Béziers, n. 1947)
- Max Greggio, fumettista e autore televisivo italiano (Padova, n. 1952)

## Generali(9)
- Max von Bahrfeldt, generale e numismatico tedesco (Willmine, n. 1856 - Halle, † 1936)
- Max Bauer, generale tedesco (Quedlinburg, n. 1875 - Shanghai, † 1929)
- Max von Bock und Polach, generale prussiano (Treviri, n. 1842 - Hannover, † 1915)
- Max von Boehn, generale tedesco (Bromberg, n. 1850 - Sommerfeld, † 1921)
- Max von Gallwitz, generale e politico tedesco (Breslavia, n. 1852 - Napoli, † 1937)
- Max von Hausen, generale tedesco (Dresda, n. 1846 - Dresda, † 1922)
- Max Henze, generale e poliziotto tedesco (Köthen, n. 1899 - Bydgoszcz, † 1951)
- Max Hoffmann, generale e diplomatico tedesco (Homberg, n. 1869 - Bad Reichenhall, † 1927)
- Max Simon, generale e criminale di guerra tedesco (Breslavia, n. 1899 - Lünen, † 1961)

## Ginecologi(2)
- Max Hofmeier, ginecologo tedesco (Zudar, n. 1854 - Untergrainau, † 1927)
- Max Saenger, ginecologo tedesco (Bayreuth, n. 1853 - Praga, † 1903)

## Ginnasti(5)
- Franz Abbé, ginnasta tedesco (Nauen, n. 1874 - Berlino, † 1936)
- Max Hess, ginnasta e multiplista statunitense (Coburgo, n. 1877 - Filadelfia, † 1969)
- Max Thomas, ginnasta e multiplista statunitense (n. 1874 - St. Louis, † 1929)
- Max Whitlock, ginnasta inglese (Hemel Hempstead, n. 1993)
- Max Wolf, ginnasta e multiplista statunitense

## Giocatori di baseball(1)
- Max Fried, giocatore di baseball statunitense (Santa Monica, n. 1994)

## Giocatori di football americano(7)
- Max Anderson, ex giocatore di football americano statunitense (Stockton, n. 1945)
- Max Bertolani, giocatore di football americano, personaggio televisivo e attore italiano (Aviano, n. 1964)
- Max Boydston, giocatore di football americano statunitense (Ardmore, n. 1932 - Muskogee, † 1998)
- Max Garcia, giocatore di football americano statunitense (Norcross, n. 1991)
- Max Mitchell, giocatore di football americano statunitense (Monroe, n. 1999)
- Max Scharping, giocatore di football americano statunitense (Green Bay, n. 1996)
- Max Zimmermann, giocatore di football americano tedesco (Berlino, n. 1994)

## Giocatori di poker(1)
- Max Pescatori, giocatore di poker italiano (Milano, n. 1971)

## Giornalisti(6)
- Max Brod, giornalista, scrittore e compositore austro-ungarico (Praga, n. 1884 - Tel Aviv, † 1968)
- Max Brod, giornalista e autore televisivo italiano (Napoli, n. 1988)
- Max Danielsen, giornalista e attivista tedesco (n. 1885 - † 1928)
- Max David, giornalista italiano (Cervia, n. 1908 - Milano, † 1980)
- Max Gallo, giornalista, storico e scrittore francese (Nizza, n. 1932 - Vaison-la-Romaine, † 2017)
- Max Hastings, giornalista britannico (Londra, n. 1945)

## Giuristi(1)
- Max von Rumelin, giurista tedesco (Stoccarda, n. 1861 - Tubinga, † 1931)

## Glottologi(1)
- Max Vasmer, glottologo e slavista tedesco (San Pietroburgo, n. 1886 - Berlino, † 1962)

## Golfisti(1)
- Max Homa, golfista statunitense (Scottsdale, n. 1990)

## Hockeisti su ghiaccio(2)
- Max Oberrauch, ex hockeista su ghiaccio e allenatore di hockey su ghiaccio italiano (Bolzano, n. 1984)
- Max Zimmermann, hockeista su ghiaccio austriaco (Vienna, n. 1999)

## Hockeisti su prato(2)
- Max Weinhold, hockeista su prato tedesco (Monaco di Baviera, n. 1982)
- Max Westerkamp, hockeista su prato olandese (Tanjung Pura, n. 1912 - Enschede, † 1970)

## Illustratori(4)
- Max Crivello, illustratore, pittore e fumettista italiano (Palermo, n. 1958)
- Max Eschle, illustratore tedesco (Monaco di Baviera, n. 1890 - Prien am Chiemsee, † 1979)
- Max Schioppa, illustratore e personaggio televisivo italiano (Napoli, n. 1968)
- Max Schwarzer, illustratore tedesco (Breslavia, n. 1882 - Braunschweig, † 1955)

## Imprenditori(8)
- Max Bondi, imprenditore e politico italiano (Roma, n. 1881 - † 1928)
- Max Glauber, imprenditore italiano (Wilten, n. 1902 - Tavernerio, † 1966)
- Max Grundig, imprenditore tedesco (Norimberga, n. 1908 - Baden-Baden, † 1989)
- Max Guazzini, imprenditore e dirigente sportivo francese (Roquebrune-Cap-Martin, n. 1947)
- Max Melamerson, imprenditore e ceramista tedesco (Suwałki, n. 1881 - Roma, † 1948)
- Max Schaefer, imprenditore statunitense
- Max Théret, imprenditore e attivista francese (Parigi, n. 1913 - Neuilly-sur-Seine, † 2009)
- Max Winter, imprenditore e dirigente sportivo austriaco (Ostrava, n. 1904 - Minneapolis, † 1996)

## Incisori(1)
- Max Klinger, incisore e scultore tedesco (Lipsia, n. 1857 - Großjena, † 1920)

## Ingegneri(2)
- Max Friz, ingegnere meccanico tedesco (Urach, n. 1883 - Tegernsee, † 1966)
- Max Knoll, ingegnere e inventore tedesco (Schlangenbad, n. 1897 - Monaco di Baviera, † 1969)

## Insegnanti(2)
- Max Fehr, insegnante e musicologo svizzero (Bülach, n. 1887 - † 1963)
- Max Krehan, insegnante tedesco (Dornburg, n. 1875 - Dornburg, † 1925)

## Inventori(2)
- Max Hetzel, inventore svizzero (Basilea, n. 1921 - † 2004)
- Max Skladanowsky, inventore e regista tedesco (Berlino, n. 1863 - † 1939)

## Islamisti(1)
- Max Bravmann, islamista tedesco (Eppingen, n. 1909 - New York, † 1977)

## Ittiologi(1)
- Max Poll, ittiologo belga (Ruisbroek, n. 1908 - Uccle, † 1991)

## Linguisti(3)
- Max Mangold, linguista tedesco (Pratteln, n. 1922 - † 2015)
- Max Pfister, linguista e filologo svizzero (Zurigo, n. 1932 - Saarbrücken, † 2017)
- Max Weinreich, linguista russo (Kuldīga, n. 1894 - New York, † 1969)

## Lottatori(1)
- Max Miller, lottatore statunitense

## Lunghisti(1)
- Max Klauß, ex lunghista tedesco (Chemnitz, n. 1947)

## Matematici(4)
- Max Dehn, matematico tedesco (Amburgo, n. 1878 - Black Mountain, † 1952)
- Max Karoubi, matematico francese (Tunisi, n. 1938)
- Max Noether, matematico tedesco (Mannheim, n. 1844 - Erlangen, † 1921)
- Max August Zorn, matematico tedesco (Krefeld, n. 1906 - Bloomington, † 1993)

## Medici(9)
- Max Gerson, medico tedesco (Wongrowitz, n. 1881 - New York, † 1959)
- Max Hodann, medico tedesco (Nysa, n. 1894 - Stoccolma, † 1946)
- Max Jacobson, medico tedesco (n. 1900 - † 1979)
- Max Meyerhof, medico e orientalista tedesco (Hildesheim, n. 1874 - Il Cairo, † 1945)
- Max Neuburger, medico tedesco (Vienna, n. 1868 - Vienna, † 1955)
- Max Nonne, medico tedesco (Amburgo, n. 1861 - Amburgo, † 1959)
- Max Schur, medico e psicoanalista austriaco (Stanislaw, n. 1897 - New York, † 1969)
- Max Theiler, medico sudafricano (Pretoria, n. 1899 - New Haven, † 1972)
- Max Wolff, medico tedesco (Berlino, n. 1844 - † 1923)

## Micologi(1)
- Max Britzelmayr, micologo tedesco (Augusta, n. 1839 - † 1909)

## Militari(7)
- Max Corvo, militare statunitense (Augusta, n. 1920 - Middletown, † 1994)
- Max Hansen, militare tedesco (Niebüll, n. 1908 - Niebüll, † 1990)
- Max Möller, militare tedesco
- Max Näther, militare e aviatore tedesco (Tepliwoda, n. 1899 - Kolmar, † 1919)
- Max Pauly, ufficiale tedesco (Wesselburen, n. 1907 - Hameln, † 1946)
- Max Peroli, militare e aviatore italiano (Ferrara, n. 1910 - Roma, † 1988)
- Max Wünsche, militare tedesco (Löbau, n. 1914 - Monaco di Baviera, † 1995)

## Monaci cristiani(1)
- Max Thurian, monaco cristiano svizzero (Ginevra, n. 1921 - Ginevra, † 1996)

## Multiplisti(1)
- Max Emmerich, multiplista e ginnasta statunitense (Indianapolis, n. 1879 - Indianapolis, † 1956)

## Musicisti(4)
- Massimo Dedo, musicista, polistrumentista e cantautore italiano (Messina, n. 1972)
- Max Deutsch, musicista, compositore e insegnante austriaco (Vienna, n. 1892 - Parigi, † 1982)
- Max Neuhaus, musicista e percussionista statunitense (Beaumont, n. 1939 - Marina di Maratea, † 2009)
- Max Onorari, musicista e pianista italiano (Alassio, n. 1934)

## Neurologi(1)
- Max Lewandowsky, neurologo tedesco (Berlino, n. 1876 - † 1916)

## Nuotatori(4)
- Max Hainle, nuotatore e pallanuotista tedesco (Dortmund, n. 1882 - † 1961)
- Max Litchfield, nuotatore britannico (Pontefract, n. 1995)
- Max Pape, nuotatore tedesco (Berlino, n. 1886 - Berlino, † 1947)
- Max Schöne, nuotatore tedesco (n. 1880 - † 1961)

## Orientalisti(1)
- Max Seligsohn, orientalista russo (n. 1865 - Manhattan, † 1923)

## Pallanuotisti(1)
- Max Amann, pallanuotista tedesco (Magdeburgo, n. 1905 - † 1945)

## Pallavolisti(2)
- Max Chamberlain, pallavolista statunitense (Los Angeles, n. 1997)
- Max Günthör, ex pallavolista tedesco (Friedrichshafen, n. 1985)

## Parolieri(1)
- Max Colpet, paroliere, scrittore e sceneggiatore statunitense (Königsberg, n. 1905 - Monaco di Baviera, † 1998)

## Pattinatori artistici su ghiaccio(1)
- Max Bohatsch, pattinatore artistico su ghiaccio austriaco

## Pentatleti(1)
- Max Esposito, pentatleta australiano (Camden, n. 1997)

## Percussionisti(1)
- Max Berrú, percussionista e cantante ecuadoriano (Cariamanga, n. 1943 - Santiago del Cile, † 2018)

## Piloti automobilistici(6)
- Max Chilton, pilota automobilistico britannico (Reigate, n. 1991)
- Max Esterson, pilota automobilistico statunitense (New York, n. 2002)
- Max Hesse, pilota automobilistico tedesco (Hillsborough, n. 2001)
- Max Jean, ex pilota automobilistico francese (Marsiglia, n. 1943)
- Max Sailer, pilota automobilistico e ingegnere tedesco (Esslingen am Neckar, n. 1882 - Esslingen am Neckar, † 1964)
- Max Verstappen, pilota automobilistico olandese (Hasselt, n. 1997)

## Piloti di rally(1)
- Max Rendina, pilota di rally italiano (Roma, n. 1975)

## Piloti motociclistici(2)
- Max Deubel, pilota motociclistico tedesco (Wiehl, n. 1935)
- Max Neukirchner, pilota motociclistico tedesco (Stollberg/Erzgeb., n. 1983)

## Pistard(2)
- Max Götze, pistard tedesco (Toruń, n. 1880 - Berlino, † 1944)
- Max Niederlag, ex pistard tedesco (Heidenau, n. 1993)

## Pittori(11)
- Max Emanuel Ainmiller, pittore tedesco (Monaco di Baviera, n. 1807 - Monaco di Baviera, † 1870)
- Max Beckmann, pittore tedesco (Lipsia, n. 1884 - New York, † 1950)
- Massimo Campigli, pittore italiano (Berlino, n. 1895 - Saint-Tropez, † 1971)
- Max Ernst, pittore e scultore tedesco (Brühl, n. 1891 - Parigi, † 1976)
- Max Frey, pittore tedesco (Mühlburg, n. 1874 - Bad Harzburg, † 1944)
- Max Hermann Maxy, pittore e scenografo rumeno (Brăila, n. 1895 - Bucarest, † 1971)
- Max Kämpf, pittore svizzero (Basilea, n. 1912 - Basilea, † 1982)
- Max Liebermann, pittore tedesco (Berlino, n. 1847 - Berlino, † 1935)
- Max Pechstein, pittore e incisore tedesco (Zwickau, n. 1881 - Berlino, † 1955)
- Max Slevogt, pittore tedesco (Landshut, n. 1868 - Leinsweiler, † 1932)
- Max Weber, pittore e poeta statunitense (Białystok, n. 1881 - Great Neck, † 1961)

## Poeti(4)
- Max Jacob, poeta, pittore e scrittore francese (Quimper, n. 1876 - Drancy, † 1944)
- Max Kalbeck, poeta, scrittore e critico musicale tedesco (Breslavia, n. 1850 - Vienna, † 1921)
- Max Mell, poeta e drammaturgo austriaco (Marburgo, n. 1882 - Vienna, † 1971)
- Max Tosi, poeta italiano (Villanova Marchesana, n. 1913 - Merano, † 1988)

## Politici(13)
- Max Baucus, politico statunitense (Helena, n. 1941)
- Max Hoelz, politico tedesco (Zeithain, n. 1889 - Nižnij Novgorod, † 1933)
- Max König, politico tedesco (Halle, n. 1868 - Coblenza, † 1941)
- Max Miller, politico statunitense (Shaker Heights, n. 1988)
- Max Naumann, politico tedesco (Berlino, n. 1875 - Berlino, † 1939)
- Max Petitpierre, politico svizzero (Neuchâtel, n. 1899 - Neuchâtel, † 1994)
- Max Rose, politico statunitense (New York, n. 1986)
- Max Sandlin, politico statunitense (Texarkana, n. 1952)
- Max Schwabe, politico statunitense (Columbia, n. 1905 - Columbia, † 1983)
- Max Simeoni, politico francese (Lozzi, n. 1929 - Bastia, † 2023)
- Max Streibl, politico tedesco (Oberammergau, n. 1932 - Monaco di Baviera, † 1998)
- Max Weber, politico svizzero (Zurigo, n. 1897 - Berna, † 1974)
- Max Wladimir von Beck, politico austriaco (Vienna, n. 1854 - Vienna, † 1943)

## Politologi(1)
- Max Ascoli, politologo italiano (Ferrara, n. 1898 - New York, † 1978)

## Presbiteri(1)
- Max Josef Metzger, presbitero tedesco (Schopfheim, n. 1887 - Brandenburg an der Havel, † 1944)

## Produttori cinematografici(1)
- Max Joseph, produttore cinematografico, regista e conduttore televisivo statunitense (New York, n. 1982)

## Psicoanalisti(1)
- Max Eitingon, psicoanalista tedesco (Mogilëv, n. 1881 - Gerusalemme, † 1943)

## Psicologi(2)
- Max Friedrich Meyer, psicologo tedesco (Danzica, n. 1873 - † 1967)
- Max Wertheimer, psicologo ceco (Praga, n. 1880 - New Rochelle, † 1943)

## Psicoterapeuti(1)
- Max Lüscher, psicoterapeuta, sociologo e filosofo svizzero (Basilea, n. 1923 - Lucerna, † 2017)

## Pugili(2)
- Maxie Rosenbloom, pugile e attore statunitense (Pittsburgh, n. 1904 - South Pasadena, † 1976)
- Max Schmeling, pugile e attore tedesco (Klein Luckow, n. 1905 - Wenzendorf, † 2005)

## Registi(10)
- Max Croci, regista italiano (Busto Arsizio, n. 1968 - Milano, † 2018)
- Max Färberböck, regista e sceneggiatore tedesco (Münsing, n. 1950)
- Max Mack, regista, sceneggiatore e attore tedesco (Halberstadt, n. 1884 - Londra, † 1973)
- Max Neufeld, regista, attore e sceneggiatore austriaco (Guntersdorf, n. 1887 - Vienna, † 1967)
- Max Nosseck, regista e attore tedesco (Nakel, n. 1902 - Bad Wiessee, † 1972)
- Max Obal, regista, attore e sceneggiatore tedesco (n. 1881 - Berlino, † 1949)
- Max Pécas, regista cinematografico, sceneggiatore e produttore cinematografico francese (Lione, n. 1925 - Parigi, † 2003)
- Max Reichmann, regista tedesco (Strasburgo, n. 1884 - San Francisco, † 1958)
- Max de Vaucorbeil, regista francese (Regione di Bruxelles-Capitale, n. 1901 - Mougins, † 1982)
- Max Winkler, regista, sceneggiatore e produttore cinematografico statunitense (Los Angeles, n. 1983)

## Registi teatrali(1)
- Max Reinhardt, regista teatrale e attore teatrale austriaco (Baden, n. 1873 - New York, † 1943)

## Rivoluzionari(1)
- Max Goldstein, rivoluzionario rumeno (Bârlad, n. 1898 - Doftana, † 1924)

## Rugbisti a 15(1)
- Max Brito, rugbista a 15 ivoriano (Abidjan, n. 1971 - † 2022)

## Scacchisti(5)
- Max Bezzel, scacchista tedesco (Herrnberchtheim, n. 1824 - Ansbach, † 1871)
- Max Harmonist, scacchista e danzatore tedesco (Berlino, n. 1864 - † 1907)
- Max Lange, scacchista e compositore di scacchi tedesco (Magdeburgo, n. 1832 - Lipsia, † 1899)
- Max Romih, scacchista italiano (Pinguente, n. 1893 - † 1979)
- Max Warmerdam, scacchista olandese (Tegelen, n. 2000)

## Sceneggiatori(4)
- Max Calandri, sceneggiatore e regista italiano
- Max Massimino Garnier, sceneggiatore e regista italiano (Torino, n. 1924 - Roma, † 1985)
- Max Landis, sceneggiatore e regista statunitense (Beverly Hills, n. 1985)
- Max Mutchnick, sceneggiatore e produttore televisivo statunitense (Chicago, n. 1965)

## Scenografi(3)
- Max Linder, scenografo e attore svedese (Malmö, n. 1901 - † 1948)
- Max Parker, scenografo statunitense (Prescott, n. 1882 - Torrance, † 1964)
- Max Rée, scenografo e costumista danese (Copenaghen, n. 1889 - Los Angeles, † 1953)

## Schermidori(3)
- Max Hartung, schermidore tedesco (Aquisgrana, n. 1989)
- Max Heinzer, schermidore svizzero (Lucerna, n. 1987)
- Max Janlet, schermidore belga (Saint-Gilles, n. 1903 - Bruxelles, † 1976)

## Sciatori alpini(9)
- Max Ancenay, ex sciatore alpino francese (n. 1970)
- Max Franz, sciatore alpino austriaco (Klagenfurt am Wörthersee, n. 1989)
- Max Julen, ex sciatore alpino svizzero (Zermatt, n. 1961)
- Max Malsiner, sciatore alpino italiano (n. 2002)
- Max Perathoner, sciatore alpino italiano (n. 2003)
- Max Rauffer, ex sciatore alpino tedesco (Kolbermoor, n. 1972)
- Max Rieger, ex sciatore alpino tedesco (Mittenwald, n. 1946)
- Max Røisland, ex sciatore alpino norvegese (n. 1994)
- Max Uhlir, sciatore alpino svedese (n. 2004)

## Sciatori freestyle(1)
- Max Moffatt, sciatore freestyle canadese (Guelph, n. 1998)

## Sciatori nautici(1)
- Max Hofer, sciatore nautico italiano (Novara, n. 1950)

## Scrittori(20)
- Max Allan Collins, scrittore, sceneggiatore e fumettista statunitense (Muscatine, n. 1948)
- Max Aub, scrittore, drammaturgo e poeta spagnolo (Parigi, n. 1903 - Città del Messico, † 1972)
- Max Barry, scrittore australiano (n. 1973)
- Max Bewer, scrittore e poeta tedesco (Düsseldorf, n. 1861 - Meißen, † 1921)
- Max Brunel, scrittore francese (Vauvert, n. 1933)
- Max Dauthendey, scrittore tedesco (Würzburg, n. 1867 - Malang, † 1918)
- Max Eastman, scrittore e critico letterario statunitense (Canandaigua, n. 1883 - Bridgetown, † 1969)
- Max Ehrmann, scrittore e avvocato statunitense (Terre Haute, n. 1872 - Terre Haute, † 1945)
- Max Frisch, scrittore e architetto svizzero (Zurigo, n. 1911 - Zurigo, † 1991)
- Max Glashoff, scrittore tedesco (Amburgo, n. 1912 - † 2008)
- Max Graf, scrittore, insegnante e critico musicale austriaco (Vienna, n. 1873 - Vienna, † 1958)
- Max Halbe, scrittore tedesco (Danzica, n. 1865 - Neuötting, † 1944)
- Max Haushofer, scrittore, economista e giurista tedesca (Monaco di Baviera, n. 1840 - Bolzano, † 1907)
- Max Lobe, scrittore camerunese (Douala, n. 1986)
- Max Mannheimer, scrittore ceco (Neutitschein, n. 1920 - Monaco di Baviera, † 2016)
- Max Niehaus, scrittore tedesco (Wesel, n. 1888 - Monaco di Baviera, † 1981)
- Max Picard, scrittore svizzero (Schopfheim, n. 1888 - Sorengo, † 1965)
- Max Porter, scrittore britannico (High Wycombe, n. 1981)
- Max Tau, scrittore e editore tedesco (Bytom, n. 1897 - Oslo, † 1976)
- Max von der Grün, scrittore tedesco (Bayreuth, n. 1926 - Dortmund, † 2005)

## Slittinisti(1)
- Max Langenhan, slittinista tedesco (n. 1999)

## Sociologi(1)
- Max Nordau, sociologo, medico e giornalista ungherese (Pest, n. 1849 - Parigi, † 1923)

## Sollevatori(2)
- Max Heral, sollevatore francese (Montpellier, n. 1926 - Montpellier, † 2003)
- Max Walter, sollevatore tedesco (Metz, n. 1905 - Duisburg, † 1987)

## Speedcuber(1)
- Max Park, speedcuber statunitense (Cerritos, n. 2001)

## Stilisti(1)
- Max Azria, stilista francese (Sfax, n. 1949 - Houston, † 2019)

## Storici(7)
- Max Braubach, storico tedesco (Metz, n. 1899 - Bonn, † 1975)
- Max Engammare, storico e teologo svizzero (Parigi, n. 1953)
- Max Fränkel, storico, filologo classico e epigrafista tedesco (Landsberg an der Warthe, n. 1846 - Berlino, † 1903)
- Max Herrmann, storico tedesco (Berlino, n. 1865 - Campo di concentramento di Theresienstadt, † 1942)
- Max Kommerell, storico, scrittore e insegnante tedesco (Münsingen, n. 1902 - Marburgo, † 1944)
- Max Lenz, storico tedesco (Greifswald, n. 1850 - Berlino, † 1932)
- Max Manitius, storico e latinista tedesco (Dresda, n. 1858 - † 1933)

## Storici dell'arte(4)
- Max Dvořák, storico dell'arte ceco (Roudnice nad Labem, n. 1874 - Hrušovany nad Jevišovkou, † 1921)
- Max Friedländer, storico dell'arte tedesco (Berlino, n. 1867 - Amsterdam, † 1958)
- Max Imdahl, storico dell'arte tedesco (Aquisgrana, n. 1925 - Bochum, † 1988)
- Max Seidel, storico dell'arte svizzero (Basilea, n. 1940)

## Tennisti(3)
- Max Ellmer, tennista svizzero (n. 1909 - † 1984)
- Max Purcell, tennista australiano (Sydney, n. 1998)
- Max Schnur, tennista statunitense (Richmond, n. 1993)

## Tenori(2)
- Max Hansen, tenore, attore e cabarettista danese (Mannheim, n. 1897 - Copenaghen, † 1961)
- Max Lorenz, tenore tedesco (Düsseldorf, n. 1901 - Salisburgo, † 1975)

## Tiratori di fune(1)
- Max Braun, tiratore di fune statunitense (n. 1883 - Miami, † 1967)

## Triplisti(1)
- Max Heß, triplista tedesco (Chemnitz, n. 1996)

## Trombettisti(1)
- Max Kaminsky, trombettista statunitense (Brockton, n. 1908 - New York, † 1994)

## Tuffatori(1)
- Max Brick, ex tuffatore inglese (Southampton, n. 1992)

## Velisti(2)
- Fredrik Lööf, ex velista svedese (Kristinehamn, n. 1969)
- Max Salminen, velista svedese (Lund, n. 1988)

## Velocisti(1)
- Max Morinière, ex velocista francese (Fort-de-France, n. 1964)

## Vetrai(1)
- Max Ingrand, vetraio, decoratore e designer francese (Bressuire, n. 1908 - Parigi, † 1969)

## Violinisti(1)
- Max Rostal, violinista, violista e insegnante austriaco (Teschen, n. 1905 - Berna, † 1991)

## Wrestler(3)
- Mickey Keegan, ex wrestler statunitense (Framingham, n. 1986)
- Max Palmer, wrestler, attore e religioso statunitense (Pontotoc, n. 1927 - St. Louis, † 1984)
- Max the Impaler, wrestler statunitense

## Zoologi(1)
- Max Hilzheimer, zoologo tedesco (Kehnert, n. 1877 - Charlottenburg, † 1946)

## Senza attività specificata(3)
- Max Delbrück, biofisico tedesco (Berlino, n. 1906 - Pasadena, † 1981)
- Max Huber, grafico, designer e docente svizzero (Baar, n. 1919 - Mendrisio, † 1992)
- Max Kisman, grafico e illustratore olandese (Doetinchem, n. 1953)